# Nagyigmánd
Nagyigmánd is een plaats (nagyközség) en gemeente in het Hongaarse comitaat Komárom-Esztergom. Nagyigmánd telt 3154 inwoners (2001).

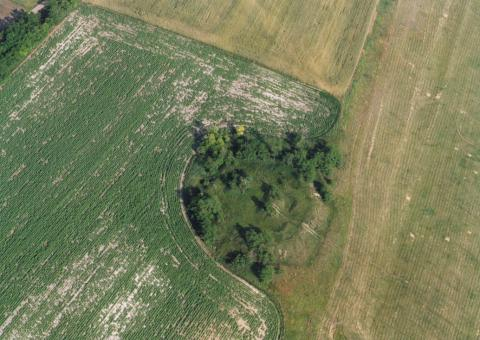
Luchtfoto van Nagyigmánd
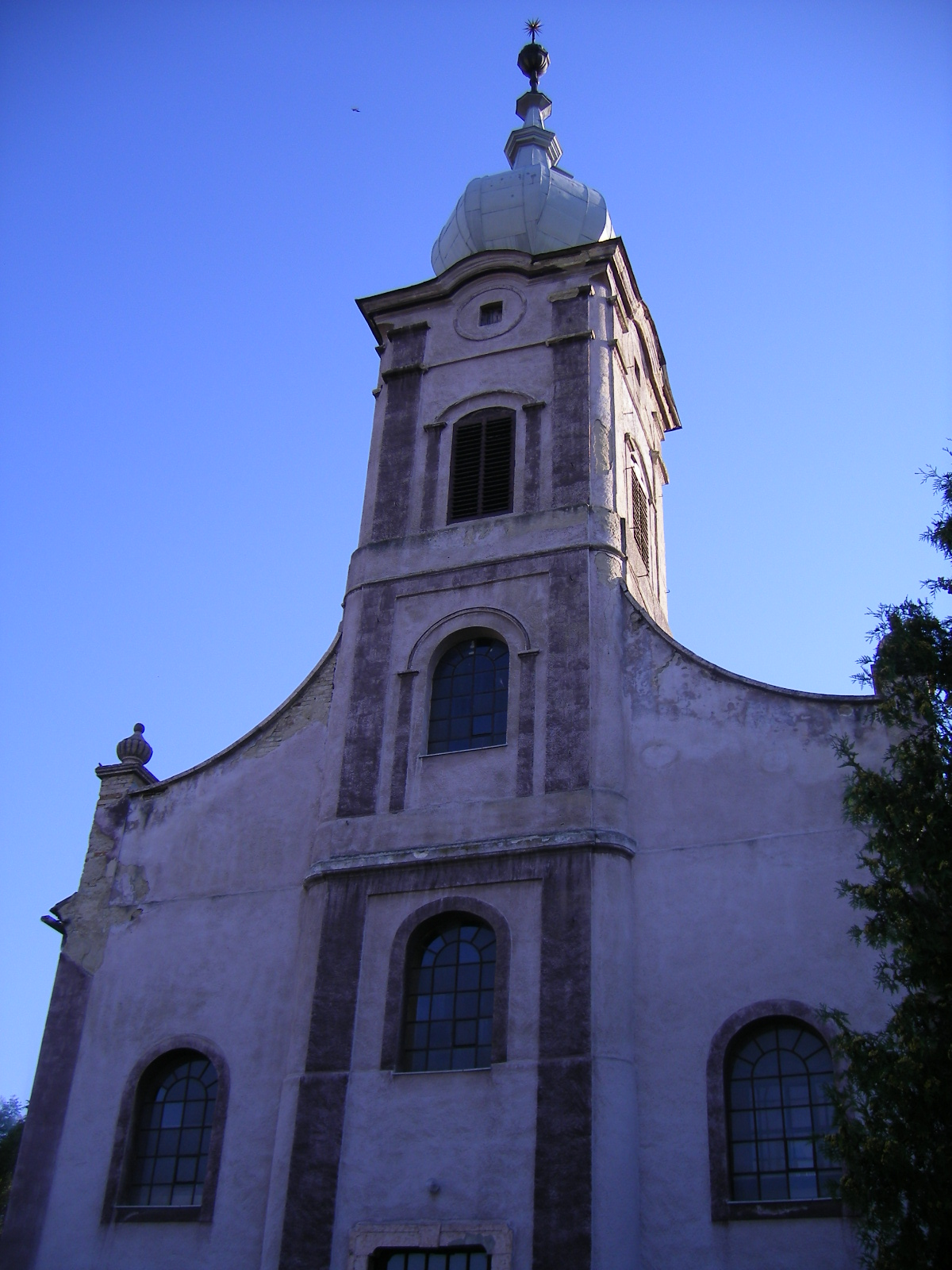
Kerk
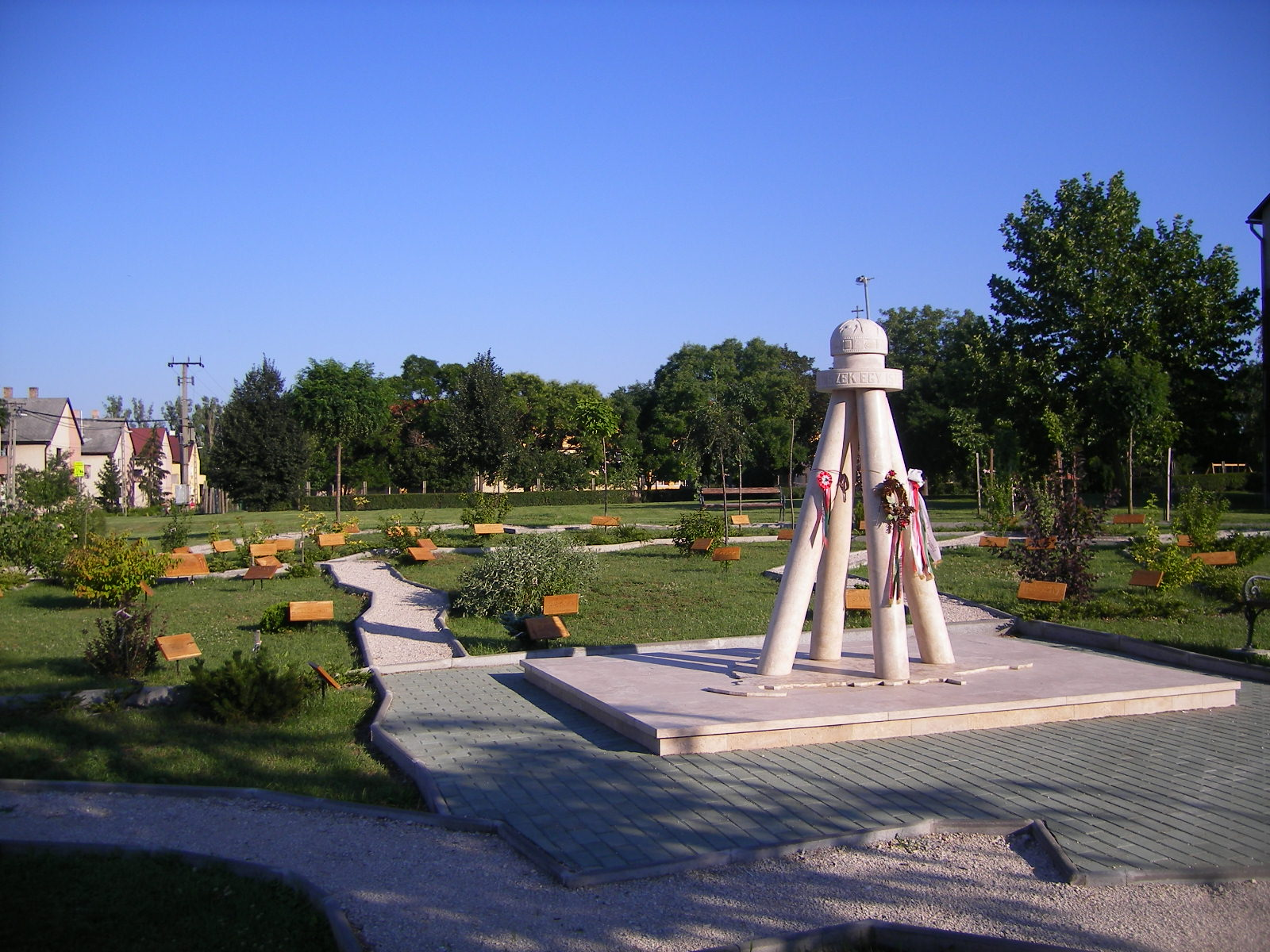
Oorlogsmonument